# Sternberg (adellijk geslacht)

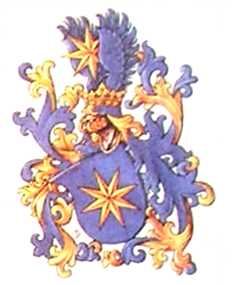
Wapen van het geslacht Sternberg

Sternberg was de naam van een Boheems en Moravisch hoogadellijk geslacht.
Graaf Frans Philip van Sternberg (1708-1786) werd in 1735 toegelaten tot het college van Zwabische Rijksgraven in de Rijksdag. Omdat hij geen rijksonmiddellijk graafschap bezat, had hij de status van personalist.
Zijn zoon Johan Frans (1732-1811) huwde Augusta van Manderscheid-Blankenheim. Zij was in 1780 de erfgename van het graafschap Blankenheim en Gerolstein. Door dit bezit kregen hij in 1792 ook zitting in het college van Westfaalse graven van de Rijksdag.
In 1794 wordt de familie uit Blankenheim verdreven door Franse troepen. De familie verhuist dan naar zijn Boheemse bezittingen. 
In de Reichsdeputationshauptschluss van 25 februari 1803 wordt in paragraaf 24 vermeld: de graaf van Sternberg voor het verlies van Blankenheim, Jünkerath, Gerolstein en Dollendorf: de abdijen Schussenried en Weißenau.
Lang is dit nieuwe rijksgraafschap niet zelfstandig geweest, want in de Rijnbondsacte van 12 juli 1806 krijgt het koninkrijk Württemberg in artikel 24 de soevereiniteit over de graafschappen Schussenried en Weißenau: de mediatisering.
Johan Frans en Augusta hebben twee zoons die hen overleven. Met de dood van de jongere zoon Johan Willem in 1847 was het geslacht Sternberg-Manderscheid uitgestorven.